# Ферзилаев, Насруллах Ферзилаевич
Насруллах Ферзилаевич Ферзилаев (1926, с. Ашага-Мака, Кюринский округ, Дагестанская АССР, РСФСР, СССР — 2005) — звеньевой виноградарского совхоза имени Карла Маркса Министерства пищевой промышленности СССР, Дербентский район Дагестанской АССР. Герой Социалистического Труда.

## Биография
Родился он в 1926 году в селе Ашага-Мака (ныне Сулейман-Стальского района Дагестана) в бедной семье. В раннем детстве лишился отца. В начале 1945 года Ферзилаев устроился рабочим в совхозе им. Карла Маркса Дербентского района. За ним было закреплено 3 гектара виноградника. За короткий срок он увеличил урожай на этом участке до рекордных 171 центнер винограда с каждого гектара закрепленной площади. Указом Президиума Верховного Совета СССР от 5 октября 1949 года за получение высоких урожаев винограда при выполнении виноградарским совхозом плана сдачи государству сельскохозяйственных продуктов в 1948 году и обеспеченности семенами всех культур в размере полной потребности для весеннего сева 1949 года Ферзилаеву Насруллаху присвоено звание Героя Социалистического Труда с вручением ордена Ленина и золотой медали «Серп и Молот». В 1951 году поступает в Дербентский сельскохозяйственный техникум. После окончания техникума в 1955 году и до самого ухода на пенсию в 1990 году  работал управляющим совхоза. Умер в 2005 году. Похоронен в совхозе им. Карла Маркса Дербентского района.

## Награды
- Герой Социалистического Труда — указом Президиума Верховного Совета СССР от 5 октября 1949 года
- 2 ордена Ленина (5 октября 1949 года; 26.09.1950).
- другие медали.